# Patti Smith
Patricia Lee "Patti" Smith (Chicago, Illinois, Sjedinjene Države, 30. prosinca 1946.) američka je kantautorica, pjesnikinja i likovna umjetnica, koja je svojim prvim albumom Horses iz 1975., postala vrlo utjecajna u punk rock pokretu New Yorka.
Zvana i "kumom punk-a" ("Godmother of Punk"), integrirala je izraz Beat poezije s rock žanrom tri akorda. Poznata je po pjesmi "Because the Night", koju je naspisala zajedno s Bruce Springsteenom, uvrštenu na 13. mjesto Billboard liste 100 najboljih iz 1978. 2005., Patti Smith je dobila odlikovanje Ordre des Arts et des Lettres francuskog ministarstva kulture za umjetnost i pisanu riječ, dok je 2007. uvedena u Kuću slavnih rock and rolla.

## Biografija

### Mladost
Smith je rođena u Chicagu 30. prosinca 1946. Njena majka Beverly, je bila jazz pjevačica a otac Grant zaposlen u tvornici Honeywell. Cijelo djetinstvo provela je u Deptford Townshipu, u New Jerseyu. Odgojena je kao Jehovin svjedok. Imala je izrazito religijsko i Biblijsko obrazovanje, ali napustila je organiziranu religiju kao adolescent jer je osjećala de je isuviše ograničava, te je mnogo kasnije kao odgovor na svoje iskustvo, u njenoj obradi Themove pjesme "Gloria", napisala stih "Isus je umro za nečije tuđe grijehe, ali ne moje" ("Jesus died for somebody's sins, but not mine"). Završila je školu Deptford Township u New Jerseyju 1964. i zaposlila u tvornici. 26. travnja 1964. rodila je sina, ali dala ga je usvajanje.

### New York 1967. – 1973.
Godine 1967. napušta Učiteljski Koledž Glassboro State (danas Univerzitet Rowan) i seli se u New York. Tijekom rada u knjižari zajedno s prijateljicom, pjesnikinjom Janet Hamill, upoznaje fotografa Robert Mapplethorpea, s kojim je imala intenzivan romantičan odnos. Mapplethorpove fotografije iskorištene su za omot prvog abuma Patti Smith Group, te su ostali prijatelji do Mapplethorpove smrti 1989. 1969. zajedno sa sestrom odlazi u Pariz gdje nastupa na javnim mjestima izvodi performanse. Nakon povratka u New York, zajedno s Mapplethorpeom živjela je u hotelu Chelsea, te su posjećivali noćne klubove Max's Kansas City i CBGB. Sudjelovala je i na umjetničkom filmu "Robert Having His Nipple Pierced" u kojem je glavnu ulogu tumačio Mapplethorpe. Iste godine pojaviljuje se zajedno s Wayneom Countyjem u predstavi Jackieja Curtisa "Femme Fatale". Kao član St. Mark's Poetry Projecta, početak 1970-ih provodi slikajući, pišući i glumeći. 1971., nastupila je - tijekom samo jedne izvedbe - u predstavi Cowboy Mouth, koju je napisala zajedno s Samom Shepardom.
Blue Öyster Cult nakratko je Patti Smith uzeo u obzir kao moguću glavnu pjevačicu. Za tu grupu napisala je nekoliko pjesama, uključujući i "Debbie Denise" (nadahnutu njenom pjesmom "In Remembrance of Debbie Denise"), "Career of Evil", "Fire of Unknown Origin", "The Revenge of Vera Gemini" (gdje pjeva u duetu), i "Shooting Shark". U to doba, pisala je i kao rock novinar za časopise Rolling Stone i Creem.

### Patti Smith Group 1974. – 1979.
Do 1974. Patti Smith bila je već samostalni izvođač, u početku zajedno s gitaristom i rock arhivistom Lennyjem Kayeom, kasnije s kompletnim sastavom u sastavu Lenny Kaye, Ivan Kral na basu, Jay Dee Daugherty na bubnjevima i Richard Sohl na klaviru. Ivan Kral bio je izbjeglica iz Čehoslovačke, izbjegao nakon pada Aleksandra Dubčeka 1968.
Financirani od strane Sama Wagstaffa, sastav je 1974. snimio prvi snigl, "Hey Joe / Piss Factory". Strana A bila je verzija rock standarda s dodatkom teksta o odbjegloj nasljednici Patty Hearst ("Patty Hearst, you're standing there in front of the Symbionese Liberation Army flag with your legs spread, I was wondering were you gettin' it every night from a black revolutionary man and his women..."). Strana B opisuje bespomoćnu mržnju koju je Patti Smith osjećala radeći na tvorničkoj traci i spas koji je otkrila u ukradenoj knjizi francuskog pjesnika Arthura Rimbauda Illuminations.
Patti Smith Group potpisao je ugovor s Cliveom Davisom iz Arista Records, te je 1975. izašao prvi album Horses, kojeg je usprkos nekim tenzijama producirao John Cale. Album, koje je stopio punk rock i poeziju, započinje obradom Van Morrisonove pjesme "Gloria" i s njenim uvodnim stihom "Isus je umro za nečije tuđe grijehe ali ne moje". Opora Mapplethorpova fotografija na omotu postala je jedna od klasičnih rock slika. Kako je popularnost punk rocka rasla, Patti Smith Group je imala turneju po SAD-u i Europi, što se odrazilo na sirovijem zvuku drugog albuma Radio Ethiopia. Znatno manje pristupačan od albuma Horses,Radio Ethiopia dobio je lošije kritike. Ipak nekoliko pjesama izdržalo je test vremena, te ih Patti Smith i danas redovno izvodi na koncertima. 23. siječnja 1977., dok je bila na promotivnoj turneji novog alibuma, Patti Smith je u Tampi na Floridi slučajno pala s ruba 4,5 metra visoke pozornice u prostor koncertnog orkestra, s prijelomom nekoliko vratnih kralješnjaka. Ozljeda je zahtijevala period odmora i intenzivnu fizikalnu terapiju, tijekom kojih je imala priliku reorganizirati svoj život. Prije kraja 1970-ih, Patti Smith Group objavio je još dva albuma. Easter 1978., sa singlom "Because the Night" kojeg je napisala zajedno s Bruce Springsteenom, bio je najkomercijalnija ploča grupe. Wave 1979., je bio manje uspješan album, iako su pjesme "Frederick" i "Dancing Barefoot" postigle komercijalni uspjeh.

### Brak 1980. – 1995.
Prije izlaska albuma Wave i nakon razlaza s dugogodišnjim partnerom Allen Lanireom, Patti Smith susrela se s Fredom "Sonicom" Smithom, bivšim gitaristom sastava MC5 iz Detroita njegovog vlastitog Sonic's Rendezvous Banda, koji je dijelio njenu ljubav prema poeziji (pjesme s albuma Wave "Dancing Barefoot" i "Frederick" posvećene su njemu). U to doba kružila je šala da se za njega udala samo kako nebi mijenjala prezime. 1982., dobili su sina Jacksona, koji je oženjen bubnjarkom grupe The White Stripes, Meg White, i 1987. kćer Jesse. Tijekom 1980-ih, Patti Smith bila je izvan većinom izvan svijeta glazbe, živeći sa svojom obitelji sjeverno od Detroita u St. Clair Shores, Michigan. Lipnja 1988. objavila je album Dream of Life koji uključuje pjesmu People Have the Power. Fred Smith umro je 1994., te se kad je njen sin napunio 14 godina odlučila vratiti u New York, te ponovo započinje intenzivniju koncertno-glazbenu aktivnost.

### Povratak 1996. – 2003.
Godine 1996., sa svojim dugogodišnjim kolegama radila je na albumu Gone Again, koji uključje "About a Boy", posvećen Kurtu Cobainu, kojeg je bila obožavalac. Iste godine 
surađivala je s Michaelom Stipeom na pjesmi "E-Bow the Letter" s R.E.M-ovog albuma New Adventures in Hi-Fi, koju je također izvodila na nastupima sa sastavom. Poslije izlaska albuma Gone Again, Patti Smith je objavila još dva nova albuma: 
Peace and Noise 1997. (sa singlom "1959", o invaziji na Tibet) i Gung Ho 2000. (s pjesmama Ho Ši Minu i svom pokojnom ocu). Pjesme "1959" i "Glitter in Their Eyes" su bile nominirane za nagradu Grammy za najbolju rock vokalnu izvedbu. Kompilacija s čitavim njenim dotadašnjim radom, objavljena je 1996. pod nazivom The Patti Smith Masters dok je 2002. objavljena na dva diska kompilacija Land (1975. – 2002.) koja uključuje nezaboravnu obradu Princeove pjesme "When Doves Cry". Njena samostalna umjetnička izložba Strange Messenger je bila organizirana u The Andy Warhol Museumu u Pittsburghu 28. rujna 2002.

### Sadašnjost 2004.
27. travnja 2004. objavila je album Trampin'. To je bio njen prvi album za Columbia Records, koji će ubrzo potom biti u istom vlasništvu (Sony BMG) kao njena ranija diskografska kuća Arista. 25. lipnja 2005., vodila je Meltdown festival u Londonu, na kojem je predzadnji događaj bila prva javna izvedba albuma Horses u cijelosti.  Gitarist Tom Verlaine preuzeo je mjesto Olivera Raya, te je izvedba kasnije objavljena kao live album Horses/Horses. Kolovoza 2005., održala je predavanje o poeziji i Williama Blakea. 10. lipnja 2005., primila je od Francuskog ministarstva kulture odlikovanje Ordre des Arts et des Lettres. Kao dodatak njenom utjecaju na rock muziku, ministarstvo je također istaklo njeno poštovanje Arthura Rimbauda. 15. listopada 2006. nastupila je u noćnom klubu CBGB, prilikom zatvaranja tog Manhattanskog glazbenog okupljališta. Nastup je kasno u noć završila pjesmom "Elegie", što je označilo kraj rada tog kluba.
12. ožujka 2007., uvedena je u Rock and Roll Hall of Fame. To priznanje posvetila je sjećanju na svog muža Freda te je izvela poznatu pjesmu Gimme Shelter Rolling Stonesa. 2008., o Patti Smith je snimljen dokumentarac Patti Smith: Dream of Life. Album uživo kojeg je snimila zajedno s Kevinom Shieldsom The Coral Sea, objavljen je lipnja 2008. 10. rujna 2009., izvela je koncert na trgu Piazza Santa Croce u Firenci, u sjećanje na svoj koncert u istom gradu 30 godina ranije.

## Utjecaj
Smith je bila velika inspiracija za Michaela Stipea. Njen album Horses, koji je slušao u dobi od 15 godina, izvršio je veliki utjecaj na njega. Kasnije je izjavio da je tada odlučio osnovati sastav. 1998. Stipe je objavio kolekciju fotografija nazvanu Two Times Intro: On the Road with Patti Smith. Stipe pjeva prateće vokale na njenim pjesmama "Last Call" i "Glitter in Their Eyes". Patti Smith također pjeva prateće vokale na R.E.M.-ovoj pjesmi "E-Bow the Letter". 2004., Shirley Manson iz sastava Garbage govorila je u izdanju Rolling Stonea "Besmrtnici: 100 Najvećih Umjetnika svih Vremena" o utjecaju koji je Patti Smith imala na nju. Članovi sastava The Smiths Morrissey i Johnny Marr oba cijene njen album Horses, te je njihova pjesma "The Hand That Rocks the Cradle" nadahnuta pjesmom "Kimberly" s njenog albuma. Morrissey je također obradio "Redondo Beach," još jednu pjesmu s istog albuma.

## Diskografija
| Studijski albumi - Horses (1975.) - Radio Ethiopia (1976.) - Easter (1978.) - Wave (1979.) - Dream of Life (1988.) - Gone Again (1996.) - Peace and Noise (1997.) - Gung Ho (2000.) - Trampin' (2004.) - Twelve (2007.) - Banga (2012.) | Ostali albumi - Hey Joe / Piss Factory (1974.) - Hey Joe / Radio Ethiopia (1977.) - Set Free (1978.) - The Patti Smith Masters (1996.) - Land (2002.) - Horses/Horses (2005.) - iTunes Originals (2008.) - The Coral Sea (2008.) |

## Vanjske poveznice
- Službena stranica www.pattismith.net
- Patti Smith na Internet Movie database